# 广义艾里函数

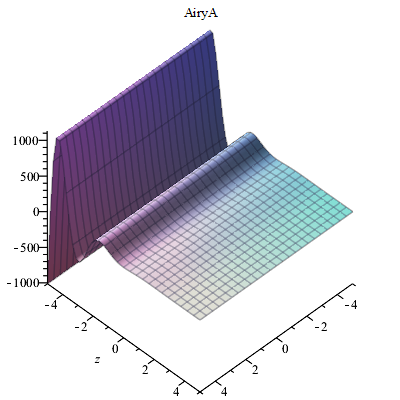
广义艾里函数 A(n,z)

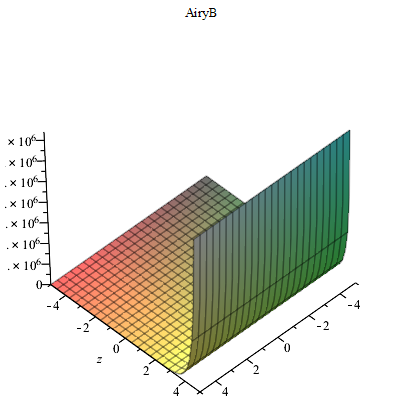
广义艾里函数 B(n,z)

广义艾里函数(Generalized Airy Functions)是艾里函数的推广.
广义艾里函数是广义艾里方程的解
{\displaystyle w_{z}z=z^{n}w}
n=1,2,3...
{\displaystyle A_{n}(z)=(2p/\pi )sin(\rho *\pi )*z^{1/2}*K_{p}(\xi )}
其中{\displaystyle K_{p}(\xi )}是贝塞尔函数K
{\displaystyle B_{n}(z)=(pz)^{1/2}(I_{-}p(\xi )+I_{p}(\xi )}
其中{\displaystyle I_{p}(\xi )}是贝塞尔函数I